# Deutscher Zukunftspreis
Der Deutsche Zukunftspreis ehrt herausragende technische, ingenieur- und naturwissenschaftliche Leistungen, die zu anwendungsreifen Produkten führen.
Der Preis wird durch den deutschen Bundespräsidenten ausgelobt und ist mit 250.000 Euro (früher 500.000 DM) dotiert. Er wird von zahlreichen Förderern unterstützt.

## Auswahlverfahren
Der Deutsche Zukunftspreis für Technik und Innovation wird seit 1997 verliehen. Projekte können durch 19 große Wissenschafts- und Wirtschaftsorganisationen in Deutschland nominiert werden. Eine zehnköpfige Jury wählt drei Nominierte aus und entscheidet über das Gewinnerteam.

## Preisträger und ihre Projekte
| Jahr | Forschergruppe | Projekt |
| ---- | --- | --- |
| 1997 | Christhard Deter, LDT GmbH & Co. Laser-Display-Technologie KG, Gera | „Einprägsames Bilderleben mit Laser-Großbildprojektion, der flachste Bildschirm variabel in Größe, Norm und Farbe“           |
| 1998 | Peter Grünberg, Forschungszentrum Jülich | „Entdeckung des GMR-Effektes“                                                                                                |
| 1999 | Peter Gruss (Sprecher), Herbert Jäckle, Max-Planck-Institut für biophysikalische Chemie, Göttingen | „Molekularbiologische Verfahren für innovative Therapien“                                                                    |
| 2000 | Karlheinz Brandenburg (Sprecher), Bernhard Grill, Harald Popp, Fraunhofer-Institut für Integrierte Schaltungen IIS, Erlangen | „MP3-Komprimierung von Audiosignalen in Hifi-Qualität für Internet und Rundfunk“                                             |
| 2001 | Wolfgang Wahlster, Deutsches Forschungszentrum für Künstliche Intelligenz, Saarbrücken | „Sprachverstehende Computer als Dialog- und Übersetzungsassistenten“                                                         |
| 2002 | Maria-Regina Kula (Sprecherin), Martina Pohl, Institut für Enzymtechnologie der Heinrich-Heine-Universität Düsseldorf im Forschungszentrum Jülich | „Sanfte Chemie mit biologischen Katalysatoren“ (Isolierung und gentechnische Stabilisierung des Enzyms Formiatdehydrogenase) |
| 2003 | Kazuaki Tarumi (Sprecher), Melanie Klasen-Memmer, Matthias Bremer, Merck KGaA, Darmstadt | „Leichter, heller, schneller: Flüssigkristalle für Fernsehbildschirme“                                                       |
| 2004 | Rainer Hintsche (Sprecher), Walter Gumbrecht, Roland Thewes, Fraunhofer-Institut für Siliziumtechnologie (ISIT), Itzehoe Siemens AG, Power & Sensor Systems, Corporate Technology, Erlangen Infineon, München                                                        | „Labor auf dem Chip – Elektrische Biochiptechnologie“                                                                        |
| 2005 | Friedrich Boecking (Sprecher), Klaus Egger, Hans Meixner, Robert Bosch GmbH, Stuttgart, Siemens VDO Automotive AG, Regensburg | „Piezo-Injektoren: neue Technik für saubere und sparsame Diesel- und Benzinmotoren“                                          |
| 2006 | Stefan Hell, Max-Planck-Institut für biophysikalische Chemie, Göttingen | „Lichtmikroskopie in ungekannter Schärfe“                                                                                    |
| 2007 | Klaus Streubel (Sprecher), Stefan Illek, Osram Opto Semiconductors GmbH, Regensburg, Andreas Bräuer, Fraunhofer-Institut für Angewandte Optik und Feinmechanik (IOF), Jena                                                                                           | „Licht aus Kristallen – Leuchtdioden erobern unseren Alltag“                                                                 |
| 2008 | Jiří Marek (Sprecher), Michael Offenberg und Frank Melzer, Robert Bosch GmbH, Reutlingen, Bosch Sensortec GmbH, Reutlingen | „Smarte Sensoren erobern Konsumelektronik, Industrie und Medizin“                                                            |
| 2009 | Frank Misselwitz (Sprecher), Dagmar Kubitza und Elisabeth Perzborn, Bayer Schering Pharma AG, Wuppertal | „Thrombosen verhindern – eine Tablette kann Leben retten“                                                                    |
| 2010 | Peter Post (Sprecher), Markus Fischer, Andrzej Grzesiak, Festo AG & Co. KG., Esslingen am Neckar, Fraunhofer-Institut für Automatisierung und Produktionstechnik (IPA), Stuttgart                                                                                    | „Vorbild Elefantenrüssel – ein Hightech-Helfer für Industrie und Haushalt“ (Bionischer Handling-Assistent)                   |
| 2011 | Karl Leo (Sprecher), Jan Blochwitz-Nimoth, Martin Pfeiffer, TU Dresden, Novaled AG, Heliatek GmbH, Dresden | „Organische Elektronik – mehr Licht und Energie aus hauchdünnen Molekülschichten“                                            |
| 2012 | Birger Kollmeier (Sprecher), Volker Hohmann, Torsten Niederdränk, Carl von Ossietzky Universität Oldenburg und Siemens AG, München | „Binaurale Hörgeräte – räumliches Hören für alle“                                                                            |
| 2013 | Jens König (Sprecher, Bosch), Stefan Nolte, Dirk Sutter, Robert Bosch GmbH mit dem Entwicklungszentrum Schwieberdingen, Friedrich-Schiller-Universität Jena, Fraunhofer-Institut für Angewandte Optik und Feinmechanik, Jena, TRUMPF Laser GmbH + Co. KG, Schramberg | „Ultrakurzpulslaser für die industrielle Massenfertigung – produzieren mit Lichtblitzen“                                     |
| 2014 | Stephanie Mittermaier (Sprecherin), Peter Eisner und Katrin Petersen (Prolupin GmbH, Grimmen) und Fraunhofer-Institut für Verfahrenstechnik und Verpackung | „Lebensmittelzutaten aus Lupinen – Beitrag zu ausgewogener Ernährung und verbesserter Proteinversorgung“                     |
| 2015 | Ardeschir Ghofrani (Sprecher), Reiner Frey, Johannes-Peter Stasch – Bayer Pharma AG, Wuppertal, Justus-Liebig-Universität Gießen | „Entlastung für Herz und Lunge – vom Nitroglyzerin zu innovativen Therapien“ (Riociguat)                                     |
| 2016 | Manfred Curbach (Sprecher), Chokri Cherif, Peter Offermann – Technische Universität Dresden | „Das faszinierende Material Carbonbeton – sparsam, schonend, schön“                                                          |
| 2017 | Sami Haddadin (Sprecher), Simon Haddadin, Sven Parusel, Leibniz Universität Hannover, FRANKA EMIKA GmbH, München | „Mittelpunkt Mensch – Roboterassistenten für eine leichtere Zukunft“                                                         |
| 2018 | Helga Rübsamen-Schaeff (Sprecherin), Holger Zimmermann, AiCuris Anti-infective Cures GmbH, Wuppertal | „Schutz bei fehlendem Immunsystem – die lebensrettende Innovation gegen gefährliche Viren“ (Letermovir)                      |
| 2019 | Alexander Rinke (Sprecher), Bastian Nominacher, Martin Klenk, Celonis, München | „Process Mining – Schlüsseltechnologie für die Zukunft der Arbeit und Wertschöpfung in Unternehmen“                          |
| 2020 | Peter Kürz (Sprecher, Carl Zeiss SMT), Michael Kösters (TRUMPF Lasersystems for Semiconductors Manufacturing GmbH), sowie Sergiy Yulin (Fraunhofer-Institut für Angewandte Optik und Feinmechanik)                                                                   | „EUV-Lithographie – neues Licht für das digitale Zeitalter“                                                                  |
| 2021 | Uğur Şahin (Sprecher) / Özlem Türeci und Christoph Huber sowie Katalin Karikó von der BioNTech SE in Mainz | „mRNA-Impfstoffe für die Menschheit – erster COVID-19-Impfstoff als Beginn einer neuen Ära in der Medizin“                   |
| 2022 | Thomas Kalkbrenner (Sprecher), Jörg Siebenmorgen und Ralf Wolleschensky von der Carl Zeiss Microscopy in Jena | „Die Grundlagen des Lebens erforschen – ein neuartiges Mikroskop für die schonende 3-D-Abbildung lebender Zellen“            |
| 2023 | Stephan Biber (Sprecher), David M. Grodzki, Michael Uder, Siemens Healthineers AG Erlangen und Uniklinikum Erlangen | „Offen für alle – ein neues MRT für die Welt“                                                                                |
| 2024 | Norwin von Malm (Sprecher), Stefan Grötsch, Hermann Oppermann, ams-OSRAM International GmbH, Regensburg und Fraunhofer IZM, Berlin | „Digitales Licht – intelligente LED-Technologie für die Welt von morgen“                                                     |

## Nominierungen
| Jahr | Forschergruppe I | Forschergruppe II | Forschergruppe III | Forschergruppe IV |
| ---- | --- | --- | --- | --- |
| 1997 | Günter Braun (Sprecher), Helmut Klausing, Wolfgang Kreitmair-Steck, Eurocopter Deutschland GmbH, München Radar-Sensorik macht Hubschrauber allwettereinsatzfähig: Rettung auch bei Nacht und Nebel                                                                                          | Christhard Deter, LDT GmbH & Co. Laser-Display-Technologie KG, Gera Einprägsames Bilderleben mit Laser-Großbildprojektion, der flachste Bildschirm variabel in Größe, Norm und Farbe                                                                                           | Günther Dietrich (Sprecher), Jürgen K.-H. Friedrich, Werner Tillmetz, Daimler-Benz AG / Projekthaus Brennstoffzelle, Stuttgart Umweltverträglicher und ressourcenschonender Fahrzeugantrieb auf Brennstoffzellenbasis | Karsten Henco (Sprecher), Ulrich Aldag, Manfred Eigen, EVOTEC BioSystems GmbH, Hamburg Suchmaschine zur Entdeckung neuer Pharmawirkstoffe                                                                                                  |
| 1997 | | | | Forschergruppe V Michael Strauss, Humboldt-Universität zu Berlin, Max Delbrück-Centrum für Molekulare Medizin Neue Wege zur gentechnologischen Bekämpfung von malignen Erkrankungen                                                        |
| 1998 | Wilhelm Barthlott (Sprecher), Christoph Neinhuis, Rheinische Friedrich-Wilhelms-Universität Bonn, Botanisches Institut, Bonn Vorbild Natur: Unverschmutzbare, neue Werkstoffe | Peter Grünberg, Forschungszentrum Jülich Entdeckung des GMR-Effektes | Christofer Hierold (Sprecher), Thomas Scheiter, Paul-Werner von Basse, Siemens AG, München Fingertip-Sensor | Gert Siegle (Sprecher), Ahmed Amor, Robert Bosch GmbH, Bonn Sichere Bewegtbild-Übertragung zum mobilen Teilnehmer |
| 1999 | Josef F. Bille, Ruprecht-Karls-Universität Heidelberg, Institut für Angewandte Physik, Heidelberg Laseroptische Diagnose und Therapie | Peter Gruss (Sprecher), Herbert Jäckle, Max-Planck-Institut für Biophysikalische Chemie, Göttingen Molekularbiologische Verfahren für innovative Therapien | Angelika Heinzel (Sprecherin), Roland Nolte, Fraunhofer-Institut für Solare Energiesysteme ISE, Freiburg Streifen-Brennstoffzelle | Hans-Georg Weber (Sprecher), Reinhold Ludwig, Stefan Diez, Heinrich-Hertz-Institut für Nachrichtentechnik Berlin GmbH, Berlin Ultraschnelle Lichtweiche für Kommunikationsnetze                                                            |
| 2000 | Karlheinz Brandenburg Sprecher*, Bernhard Grill, Harald Popp, Fraunhofer-Institut für Integrierte Schaltungen (IIS), Erlangen, *Fraunhofer-Arbeitsgruppe Elektronische Medientechnologie des IIS-A, Ilmenau, MP3-Komprimierung von Audiosignalen in Hifi-Qualität für Internet und Rundfunk | Wolf-Eckhart Bulst, Siemens AG, Zentralabteilung Technik, München Autarke Funksensoren | Georg Holzhey (Sprecher), Hans-Peter Hofmann, Hartmut Wurster, Haindl Papier GmbH & Co. KG, Augsburg Integrierte Prozesse zur Papierherstellung | Ernst-Wilhelm Otten (Sprecher), Werner Heil, Institut für Physik, Johannes Gutenberg-Universität Mainz Entwicklung der Helium-3-Kernspintomographie für den Bereich der Lunge                                                              |
| 2001 | Stephan Aldinger (Sprecher), Steffen Mitzner, Jan Stange, TERAKLIN AG, Rostock Künstliche Leber durch Rezirkulation molekularer Adsorber | Theodor Hänsch, Max-Planck-Institut für Quantenoptik, Garching, Ludwig-Maximilians-Universität München Ultrapräzise Synthese und Messung optischer Frequenzen | Wolfgang Schlegel (Sprecher), Thomas Bortfeld, Jürgen Peter Debus, Deutsches Krebsforschungszentrum, Heidelberg Optimierte intensitätsmodulierte Strahlentherapie | Wolfgang Wahlster, Deutsches Forschungszentrum für Künstliche Intelligenz, Saarbrücken Sprachverstehende Computer als Dialog- und Übersetzungsassistenten                                                                                  |
| 2002 | Maria-Regina Kula (Sprecherin), Martina Pohl, Institut für Enzymtechnologie der Heinrich-Heine-Universität Düsseldorf im Forschungszentrum Jülich Sanfte Chemie mit biologischen Katalysatoren                                                                                              | Bernd Ohnesorge (Sprecher), Thomas Flohr, Richard Hausmann, Siemens Medical Solutions, Forchheim Blick ins Herz – ohne Katheter | Rudolf Schwarte (Sprecher), Bernd Buxbaum, Torsten Gollewski, PMDTechnologies, Siegen Audi Electronics Venture GmbH, Ingolstadt, Institut für Nachrichtenverarbeitung (INV) der Universität Siegen, Interdisziplinäres Zentrum für Sensorsysteme (ZESS) der Universität Siegen Kamerapixel mit Tiefgang: Durchbruch zum schnellen 3D-Sehen | Jürgen Trost (Sprecher), Lorenz Schäfers, Ingo Scherhaufer, DaimlerChrysler AG, Stuttgart Protector – Vorausschauendes Notbremssystem für Nutzfahrzeuge                                                                                    |
| 2003 | Günter R. Fuhr (Sprecher), Rolf Hagedorn, Thomas Schnelle, Fraunhofer-Institut für Biomedizinische Technik (IBMT), Humboldt-Universität zu Berlin, EVOTEC Technologies GmbH, Hamburg Halten ohne zu berühren: Lebende Zellen in elektromagnetischen Feldfallen                              | Rolf Meyer (Sprecher), Wolfgang Niehoff, Sennheiser electronic GmbH & Co. KG, Wedemark Persönlicher elektronischer Tour-Assistent | Rodolfo Schöneburg (Sprecher), Karl-Heinz Baumann, Thomas Breitling, DaimlerChrysler AG, Stuttgart Präventives PKW-Insassenschutzsystem | Kazuaki Tarumi (Sprecher), Melanie Klasen-Memmer, Matthias Bremer, Merck KGaA, Darmstadt Leichter, heller, schneller: Flüssigkristalle für Fernsehbildschirme                                                                              |
| 2004 | Rainer Hintsche (Sprecher), Walter Gumbrecht, Roland Thewes, Fraunhofer-Institut für Siliziumtechnologie, Itzehoe, Siemens AG Corporate Technology, Erlangen, Infineon AG, München Labor auf dem Chip – Elektrische Biochiptechnologie                                                      | Horst Joachim Lindner (Sprecher), Hans Wilhelm Bergmann, Robert Queitsch, Audi AG, Ingolstadt, Universität Bayreuth, ATZ Entwicklungszentrum, Amberg Verschleiß- und ölverbrauchsarme Verbrennungsmotoren durch Werkstoffmodifikation von Zylinderlaufbahnen mit dem UV-Laser  | Ulrich Simon (Sprecher), Ralf Wolleschensky, Bernhard Zimmermann, Carl Zeiss Jena GmbH, Jena Konfokales Laser Scanning Mikroskop LSM 510 META | Arne Skerra (Sprecher), Martin Pöhlchen, Steffen Schlehuber, Technische Universität München, PIERIS Proteolab AG, Freising-Weihenstephan ANTICALIN®e – Biopharmazeutische Wirkstoffe durch Protein-Design                                  |
| 2005 | Friedrich Boecking (Sprecher), Klaus Egger, Hans Meixner, Robert Bosch GmbH, Stuttgart, Siemens VDO Automotive AG, Regensburg Piezo-Injektoren: Neue Technik für saubere und sparsame Diesel- und Benzinmotoren                                                                             | Gerd Heinz (Sprecher), Dirk Döbler, Swen Tilgner, Gesellschaft zur Förderung angewandter Informatik e. V. (GFaI), Berlin Mit den Augen hören: Die Akustische Kamera | Hubert Sauter (Sprecher), Klaus Schelberger, BASF AG, Ludwigshafen am Rhein Grün, gesund und ertragreich: F 500 – Pflanzengesundheit durch Chemie nach dem Vorbild der Natur | Peter Schardt (Sprecher), Karin Söldner, Wolfgang Knüpfer, Siemens AG, Medical Solutions, Erlangen Revolutionärer Höchstleistungs-Röntgenstrahler für die Computertomographie                                                              |
| 2006 | Stefan W. Hell, Max-Planck-Institut für biophysikalische Chemie, Göttingen Lichtmikroskopie in ungekannter Schärfe | Karin Schütze (Sprecherin), Carsten Hoyer, Yilmaz Niyaz (P.A.L.M. Microlaser Technologies, Bernried) Berührungsfreie Gewinnung biologischer Proben für Forschung und Diagnostik                                                                                                | Jürgen Seekircher (Sprecher), Peter M. Knoll, Manfred Meißner DaimlerChrysler AG, Sindelfingen, Robert Bosch GmbH, Driver Assistant Systems Business Unit, Leonberg Der Nachtsicht-Assistent – Infrarot-Technik für mehr Fahrsicherheit bei Dunkelheit                                                                                     | Peter A. Tass (Sprecher), Forschungszentrum Jülich, Volker Sturm, Universität zu Köln Entwicklung eines neuartigen Hirnschrittmachers mit Methoden der statistischen Physik und nichtlinearen Mathematik                                   |
| 2007 | Niels Fertig (Sprecher), Andrea Brüggemann, Nanion Technologies, München, Jan Behrends, Albert-Ludwigs-Universität, Freiburg im Breisgau Kleine Löcher, große Wirkung – Zellphysiologie im Chipformat                                                                                       | Andreas Gutsch (Sprecher), Gerhard Hörpel, Paul Roth, Evonik Industries AG, Essen, Universität Duisburg-Essen Nanoschicht mit Megaleistung – Flexibler Keramikseparator ermöglicht Durchbruch bei großen Lithium-Ionen-Energiespeichern                                        | Peter Kürz (Sprecher), Winfried Kaiser, Martin Lowisch, Carl Zeiss SMT AG, Oberkochen Revolutionäre Optik für die Herstellung des Computerchips der Zukunft | Klaus Streubel (Sprecher), Stefan Illek, Osram Opto Semiconductors GmbH, Regensburg, Andreas Bräuer, Fraunhofer-Institut für Angewandte Optik und Feinmechanik (IOF), Jena Licht aus Kristallen – Leuchtdioden erobern unseren Alltag      |
| 2008 | Nikolaus Benz (Sprecher) und Thomas Kuckelkorn, Schott Solar CSP GmbH, Mitterteich Das Herzstück solarthermischer Kraftwerke: Hochleistungsreceiver als Energiesammler | Jiří Marek (Sprecher), Michael Offenberg und Frank Melzer, Robert Bosch GmbH, Reutlingen, Bosch Sensortec GmbH, Reutlingen Smarte Sensoren erobern Konsumelektronik, Industrie und Medizin                                                                                     | Jörg Sennheiser und Gerrit Buhe, Sennheiser electronic GmbH & Co. KG, Wedemark Professionelles Digitales Drahtlos-Mikrofonsystem | |
| 2009 | Frank Misselwitz (Sprecher), Dagmar Kubitza und Elisabeth Perzborn, Bayer Schering Pharma AG, Wuppertal Thrombosen verhindern – eine Tablette kann Leben retten | Hans-Jürgen Wildau, Biotronik SE & Co. KG, Berlin Botschaften von Herzen – Schrittmacher sendet E-Mail an Arzt | Volker Wittwer (Sprecher), Ekkehard Jahns* und Peter Schossig, Fraunhofer-Institut für Solare Energiesysteme ISE, Freiburg, BASF SE*, Ludwigshafen am Rhein Mit kleinen Kugeln gegen den Klimawandel – Energieeffizienz mit Komfort durch intelligente Baustoffe                                                                           | |
| 2010 | Gunther Krieg (Sprecher), Jürgen Bohleber, Dirk Christian Fey, UNISENSOR Sensorsysteme GmbH, Karlsruhe Laserlicht findet Wertstoffe – Ressourcen für unsere Zukunft | Peter Post (Sprecher), Markus Fischer, Andrzej Grzesiak*, Festo AG & Co. KG., Esslingen, *Fraunhofer-Institut für Automatisierung und Produktionstechnik (IPA), Stuttgart Vorbild Elefantenrüssel – ein Hightech-Helfer für Industrie und Haushalte                            | Ferdi Schüth (Sprecher)*, Dirk Demuth, Wolfram Stichert, *Max-Planck-Institut für Kohlenforschung, Mülheim an der Ruhr, hte Aktiengesellschaft, Heidelberg Chemische Beschleuniger im Turbotest – neue Katalysatoren eröffnen Energieoptionen                                                                                              | |
| 2011 | Uwe Franke (Sprecher), Stefan Gehrig, Clemens Rabe, Daimler AG, Stuttgart 6D-Vision – Gefahren schneller erkennen als der Mensch | Karl Leo (Sprecher), Jan Blochwitz-Nimoth, Martin Pfeiffer, TU Dresden, Novaled AG, Heliatek GmbH, Dresden Organische Elektronik – mehr Licht und Energie aus hauchdünnen Molekülschichten                                                                                     | Hansjörg Lerchenmüller (Sprecher), Andreas W. Bett, Klaus-Dieter Rasch, Soitec Solar GmbH, Fraunhofer-Institut für Solare Energiesysteme ISE, AZUR SPACE Solar Power GmbH Geballtes Sonnenlicht – effizient genutzt | |
| 2012 | Birger Kollmeier (Sprecher), Volker Hohmann, Torsten Niederdränk*, Carl von Ossietzky Universität, Oldenburg und *Siemens AG, München Binaurale Hörgeräte – räumliches Hören für alle | Alberto Moreira (Sprecher), Gerhard Krieger, Manfred Zink, Deutsches Zentrum für Luft- und Raumfahrt DLR, Oberpfaffenhofen Radaraugen im All – Revolutionäre Technik für Erde und Umwelt                                                                                       | Stefan Rüping (Sprecher), Marcus Janke, Andreas Wenzel, Infineon Technologies AG, Neubiberg Integrity Guard – Sicherheit für die vernetzte Welt | Thomas Wiegand (Sprecher), Detlev Marpe, Heiko Schwarz, Fraunhofer-Institut für Nachrichtentechnik – Heinrich Hertz Institut, Technische Universität, Berlin Brillante Videos überall – effiziente Codierung mit internationalen Standards |
| 2013 | Jens König (Sprecher), Stefan Nolte, Dirk Sutter, Robert Bosch GmbH, Schwieberdingen, Friedrich-Schiller-Universität Jena, Fraunhofer IOF, Jena, TRUMPF Laser GmbH + Co. KG, Schramberg Ultrakurzpulslaser für die industrielle Massenfertigung – produzieren mit Lichtblitzen              | Rainer Pätzel (Sprecher), Ralph Delmdahl, Kai Schmidt, Coherent LaserSystems GmbH & Co. KG, Göttingen Kristalline Schaltschichten für lebendige Displays – bye, bye Pixel! | Wolfgang Schnick (Sprecher), Peter J. Schmidt, Ludwig-Maximilians-Universität München, Philips Technologie GmbH, Aachen Energiesparende Festkörperchemie – neue Materialien beleuchten die Welt | |
| 2014 | Niels Fertig (Sprecher), Andrea Brüggemann, Michael George – Nanion Technologies GmbH München Ionenkanalmessungen im Hochdurchsatz – vom Uni-Labor zum Global Player | Ulrich Grethe (Sprecher), Burkhard Dahmen (SMS Siemag), Karl-Heinz Spitzer(Institut für Metallurgie, Technische Universität Clausthal) – Salzgitter Flachstahl GmbH, Salzgitter Horizontales Bandgießen von Stahl – neue Hochleistungswerkstoffe ressourcenschonend herstellen | Stephanie Mittermaier (Sprecherin)*, Peter Eisner* und Katrin Petersen (Prolupin GmbH, Grimmen) und *Fraunhofer-Institut für Verfahrenstechnik und Verpackung Lebensmittelzutaten aus Lupinen – Beitrag zu ausgewogener Ernährung und verbesserter Proteinversorgung                                                                       | |
| 2015 | Ralf Bornefeld (Sprecher), Walter Hartner, Rudolf Lachner – Infineon Technologies AG, München und Regensburg Radartechnologie für Autos – ein Lebensretter geht in Serie | Peter Sander (Sprecher), Claus Emmelmann*, Frank Herzog** – Airbus Operations GmbH, Hamburg, *LZN Laser Zentrum Nord GmbH, **Concept Laser GmbH, Lichtenfels 3-D-Druck im zivilen Flugzeugbau – eine Fertigungsrevolution hebt ab                                              | Ardeschir Ghofrani* (Sprecher), Reiner Frey, Johannes-Peter Stasch – Bayer Pharma AG, Wuppertal, *Justus-Liebig-Universität Gießen Entlastung für Herz und Lunge – vom Nitroglyzerin zu innovativen Therapien | |
| 2016 | Manfred Curbach (Sprecher), Chokri Cherif, Peter Offermann – Technische Universität Dresden Das faszinierende Material Carbonbeton – sparsam, schonend, schön | Patrick Izquierdo (Sprecher), Manuel Michel, Bernd Zapf* – Daimler AG, Ulm, *Gebrüder Heller Maschinenfabrik GmbH, Nürtingen Die Vision vom reibungslosen Antrieb – Beschichtung halbiert Energieverluste                                                                      | Carsten Setzer (Sprecher), Christian Amann, OSRAM GmbH, München, BMW Group, München Laserlicht im Auto – mit Sicherheit und Weitblick in die Zukunft | |
| 2017 | Klaus Dieter Engel (Sprecher), Franz A. Fellner*, Robert Schneider, Siemens Healthineers – Siemens Healthcare GmbH, *Kepler Universitätsklinikum GmbH, Linz Anatomie trifft Kino – Cinematic Rendering                                                                                      | Sami Haddadin (Sprecher)*, Simon Haddadin, Sven Parusel, *Leibniz Universität Hannover, FRANKA EMIKA GmbH, München Mittelpunkt Mensch – Roboterassistenten für eine leichtere Zukunft                                                                                          | Stefan Schulz (Sprecher), Adrian Andres, Matthias Basler, Vincent Systems GmbH, Karlsruhe Helfende Hände – maßgeschneiderte Hightech-Prothesen | |
| 2018 | Thomas Bayer (Sprecher), Manfred Wittenstein, Wittenstein SE, Igersheim Eine radikal neue Getriebegattung – Produktivitätssprünge für den Maschinenbau | Helga Rübsamen-Schaeff (Sprecherin), Holger Zimmermann, AiCuris Anti-infective Cures GmbH, Wuppertal Schutz bei fehlendem Immunsystem – die lebensrettende Innovation gegen gefährliche Viren                                                                                  | Peter Wasserscheid (Sprecher), Wolfgang Arlt, Daniel Teichmann, Friedrich-Alexander-Universität Erlangen-Nürnberg, Forschungszentrum Jülich, Hydrogenious Technologies GmbH, Erlangen Flüssige Wasserstoffspeicher – Wegbereiter einer künftigen Wasserstoffgesellschaft                                                                   | |
| 2019 | Christoph Gürtler (Sprecher), Walter Leitner, Berit Stange, RWTH Aachen, Max-Planck-Institut für Chemische Energiekonversion, Covestro Deutschland AG CO2 – ein Rohstoff für nachhaltige Kunststoffe                                                                                        | Alexander Rinke (Sprecher), Bastian Nominacher, Martin Klenk, Celonis SE Process Mining – Schlüsseltechnologie für die Zukunft der Arbeit und Wertschöpfung in Unternehmen | Christina Triantafyllou (Sprecher), Arnd Dörfler, Mark E. Ladd Ultra-Hochfeld-MRT – Präzisionsmedizin zum Wohl der Patienten | |
| 2020 | Peter Kürz (Sprecher, Carl Zeiss SMT), Michael Kösters (TRUMPF Lasersystems for Semiconductors Manufacturing GmbH), sowie Sergiy Yulin (Fraunhofer-Institut für Angewandte Optik und Feinmechanik) EUV-Lithographie – neues Licht für das digitale Zeitalter                                | Andreas Raabe (Sprecher, Universitätsklinik für Neurochirurgie Bern), Michelangelo Masini sowie Frank Seitzinger (beide Carl Zeiss Meditec) Robotisches Visualisierungssystem – Effizienz für die Mikrochirurgie                                                               | Friedbert Scharfe (Sprecher, Franken Maxit), Thorsten Gerdes (Universität Bayreuth) sowie Klaus Hintzer (Dyneon) Spritzbare Fassadendämmung mit Glass-Bubbles – nachhaltige, energieeffiziente Isolation von Gebäuden | |
| 2021 | Thomas Flohr (Sprecher), Björn Kreisler und Stefan Ulzheimer von der Siemens Healthineers AG, Forchheim Quantenzählender Computertomograph – revolutionäre Einblicke in den menschlichen Körper                                                                                             | Carla Recker (Sprecherin), Dirk Prüfer und Christian Schulze Gronover, von der Continental AG, Hannover, der Universität Münster und dem Fraunhofer IME aus Münster Nachhaltige Reifen durch Löwenzahn – Innovationen aus Biologie, Technik und Landwirtschaft                 | Uğur Şahin (Sprecher) / Özlem Türeci und Christoph Huber sowie Katalin Karikó von der BioNTech SE in Mainz mRNA-Impfstoffe für die Menschheit – erster COVID-19-Impfstoff als Beginn einer neuen Ära in der Medizin | |
| 2022 | Thomas Kalkbrenner (Sprecher), Jörg Siebenmorgen und Ralf Wolleschensky von der Carl Zeiss Microscopy in Jena Die Grundlagen des Lebens erforschen – ein neuartiges Mikroskop für die schonende 3-D-Abbildung lebender Zellen                                                               | Thomas Speidel (Sprecher), Thorsten Ochs, beide ADS-TEC Energy in Nürtingen und Stefan Reichert, Fraunhofer-Institut für Solare Energiesysteme ISE in Freiburg Elektroautos in wenigen Minuten aufladen – auch am leistungsbegrenzten Stromnetz                                | Stefan Vilsmeier (Sprecher), Claus Promberger, beide von Brainlab in München und Cordula Petersen, Universitätsklinikum Hamburg-Eppendorf (Un)sichtbare Tumore in Bewegung – neue Perspektiven für die Strahlentherapie durch präzises Tumortracking                                                                                       | |
| 2023 | Stephan Biber (Sprecher), David M. Grodzki, Michael Uder, Siemens Healthineers AG Erlangen und Uniklinikum Erlangen Offen für alle – ein neues MRT für die Welt | Antje Bulmann (Sprecherin), Viktor Fetter, Tobias Horn, Airbus Operations GmbH, Hamburg Dem Klimawandel entgegenwirken – CO2 aus der Atmosphäre herausfiltern und vielfältig nutzbar machen                                                                                    | Jens te Kaat (Sprecher), Bernd-Henning Feller, Dan-Adrian Moldovan, Kueppers Solutions GmbH, Dortmund Resilienz für die Gasversorgung – 3-D-Reku-Brenner senkt Erdgasverbrauch und eröffnet die Zukunft mit Wasserstoff für die Industrie                                                                                                  | |
| 2024 | Norwin von Malm (Sprecher), Stefan Grötsch, Hermann Oppermann, ams-OSRAM International GmbH, Regensburg und Fraunhofer IZM, Berlin Digitales Licht – intelligente LED-Technologie für die Welt von morgen                                                                                   | Björn Ommer (Sprecher), Anna Lukasson-Herzig, Ludwig-Maximilian-Universität München und nyris GmbH, Düsseldorf Demokratisierung Generativer KI – Stable Diffusion von der Entwicklung in die Praxis                                                                            | Konrad Schraml (Sprecher), Thomas Basler, Caspar Leendertz, Infineon Technologies AG, München und TU Chemnitz Power für die Energiewende – Große Antriebe elektrifizieren mit revolutionären Energiesparchips | |

## Allgemeines
Der Preis wird grundsätzlich jährlich in Berlin vergeben. Im Rahmen der Expo 2000 erfolgte die Verleihung in Hannover.
Das ZDF, von Beginn an als Medienpartner beteiligt, überträgt die Verleihung im Abendprogramm. Zeitweise kann die Veranstaltung auch live in der ZDFmediathek im Internet verfolgt werden.
Moderatoren sind:
- 1997–1999: Joachim Bublath und Babette Einstmann
- 2000, 2003: Wolf von Lojewski
- 2001: Klaus-Peter Siegloch
- 2002: Susanne Conrad
- 2004: Norbert Lehmann
- 2005–2016: Maybrit Illner
- 2017–2021: Dirk Steffens
- 2022: Mai Thi Nguyen-Kim
- seit 2023: Yve Fehring

## Film
- Zehn Jahre Deutscher Zukunftspreis. Wissenschaftsmagazin: Abenteuer Wissen, 30 Min. Produktion: ZDF, Erstsendung: 22. November 2006
- Deutscher Zukunftspreis 2006. Höhepunkte der Festgala aus Berlin. 45 Min. Produktion: ZDF, Sendung: 23. November 2006